# Jeotgal

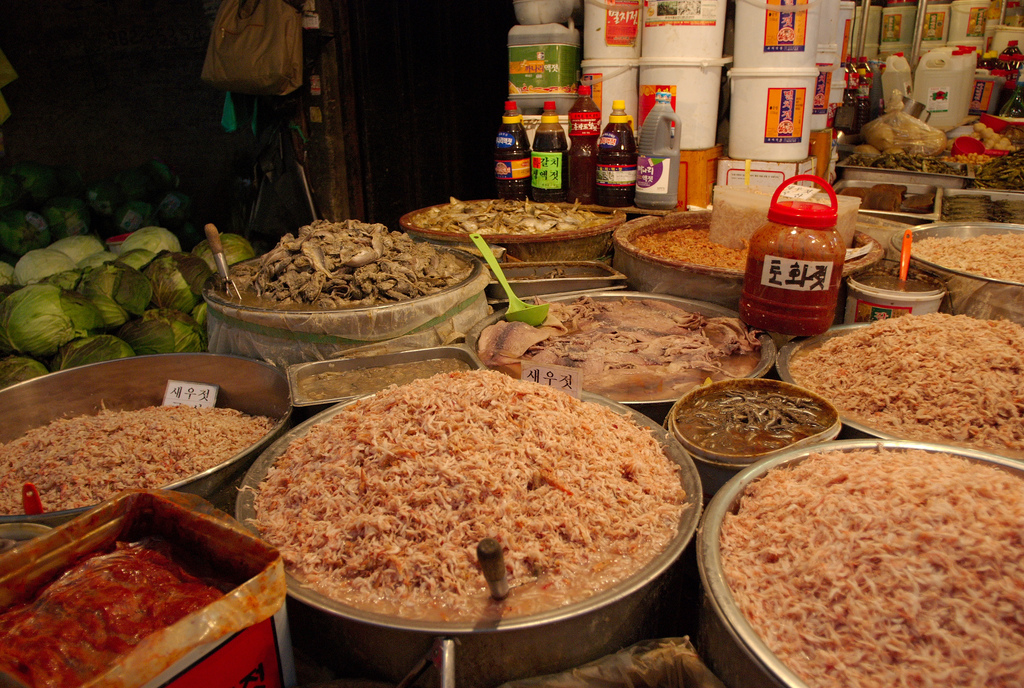
Jeotgal di vari tipi.

Con il termine jeotgal (젓갈?) o jeot (젓?) s'intende una categoria di conserve di pesce sotto sale a base di gamberi, ostriche, vongole, pesce o uova di pesce. In base all'ingrediente, il jeotgal può avere sia consistenza solida e molliccia, sia liquida simile al brodo.
I jeotgal solidi sono solitamente mangiati come banchan in accompagnamento al riso. Quelli liquidi, detti aekjeot (액젓?) o salsa di pesce, sono utilizzati per condire il kimchi e in zuppe e stufati (guk, jijimi, jjigae).

## Storia
I cibi fermentati erano largamente disponibili nei Tre regni di Corea, come testimoniano le Cronache dei Tre Regni, un testo storico cinese pubblicato nel 289, secondo cui gli abitanti di Goguryeo fossero abili nella preparazione di alimenti fermentati quali vino, pasta di fagioli di soia, e pesce salato e fermentato. La prima menzione coreana al jeotgal è nel Samguk sagi tra i doni di nozze offerti da re Sinmun di Silla nel 683. Nel 1124, un inviato della Cina della dinastia Song scrisse che i jeotgal venivano consumati da tutta la popolazione di Goryeo, sia ricca che povera. Nel Miam ilgi, un diario scritto da un letterato di Joseon nel sedicesimo secolo, ne vengono elencati 24 tipi diversi, mentre più di 180 sono quelli nominati dal Gosa chwaryo e dal Swaemirok dello stesso periodo e dai libri del diciassettesimo-diciottesimo secolo Eumsik dimibang, Sallim gyeongje e Jeungbo sallim gyeongje.

## Tipi

### A base di pesce (uova e interiora)
- Baendaengi-jeot (밴댕이젓?) – sardina a scaglie giapponese
- Baengeo-jeot (뱅어젓?) – pesce ghiaccio giapponese
- Biut-jeot (비웃젓?) – aringa oceanica
- Bolak-jeot (볼락젓?) – scorfano dalla banda scura
- Byeongeo-jeot (병어젓?) – pampo
- Changnan-jeot (창난젓?) – interiora di merluzzo
- Cheongeo-al-jeot (청어알젓?) – interiora di aringa oceanica
- Daegu-al-jeot (대구알젓?) – uova di merluzzo nordico
- Daegu-iri-jeot (대구이리젓?) – milza di merluzzo nordico
- Daechang-jeot (대창젓?) – interiora di merluzzo nordico
- Domi-jeot (도미젓?) – tai
- Dorumuk-jeot (도루묵젓?) – pesce delle sabbie giapponese
- Euneo-al-jeot (은어알젓?) – interiora di ayu
- Gajami-jeot (가자미젓?) – Pleuronectidae
- Galchi-jeot (갈치젓?) – pesce coltello
- Galchi-sok-jeot (갈치속젓?) – interiora di pesce coltello
- Gangdari-jeot (강달이젓?) – ombrina testa grossa
- Godeungeonaejang-jeot (고등어내장젓?) – interiora di lanzardo
- Goji-jeot (고지젓?) – milza di merluzzo
- Gwangnan-jeot (광란젓?) – interiora di halibut giapponese
- Ingeo-jeot (잉어젓?) – carpa comune
- Jangjae -jeot (장재젓?) – branchie di merluzzo nordico
- Jari-jeot (자리젓?) – Chromis notata

- Jeoneo-bam-jeot (전어밤젓?) – trippa di sardina maculata

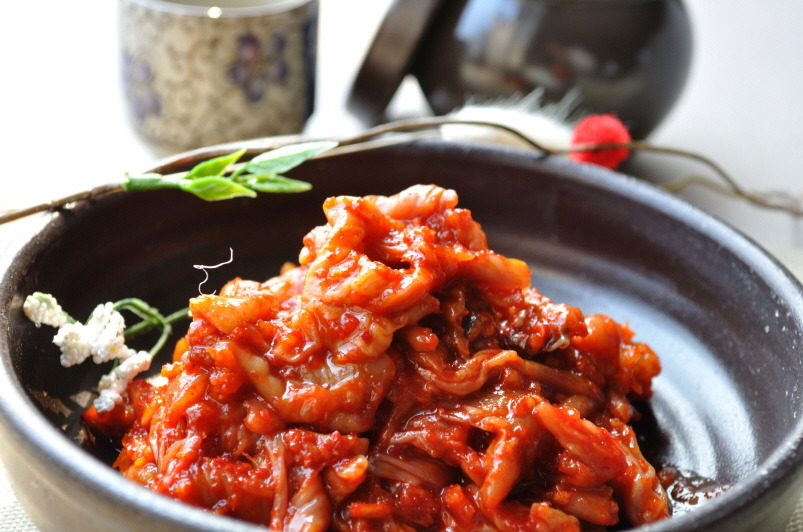
Changnan-jeot
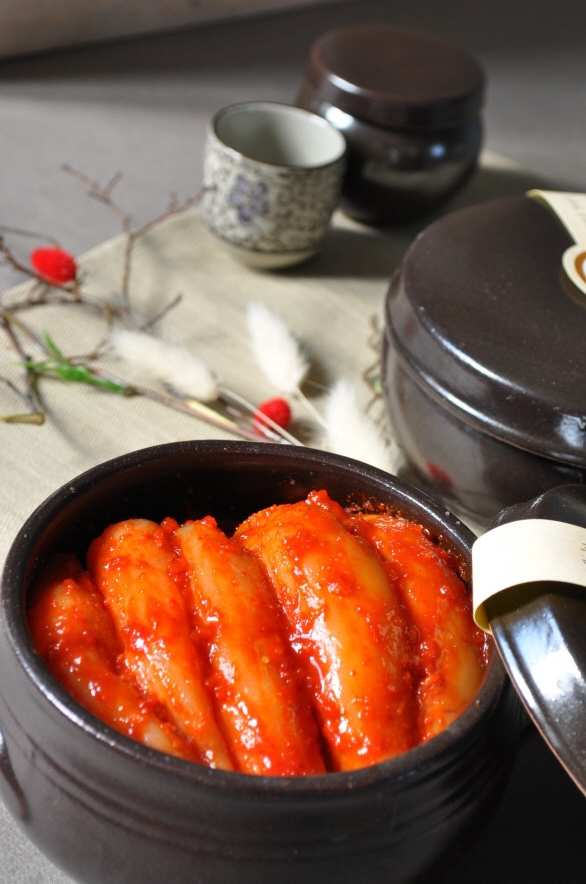
Myeongnan-jeot

- Jeoneo-jeot (전어젓?) – sardina maculata
- Jeongeori-jeot (정어리젓?) – sardina di California
- Jogi-agami-jeot (조기아가미젓?) – branchie di corvina del Pacifico
- Jogi-al-jeot (조기알젓?) – uova di sardina del Pacifico
- Jogi-jeot (조기젓?) – sardina del Pacifico
- Junchi-jeot (준치젓?) – aringa cinese
- kkongchi-jeot (꽁치젓?) – luccio sauro del Pacifico
- Maegari-jeot (매가리젓?) – sugarello giapponese
- Myeolchi-jeot (멸치젓?) – acciuga giapponese
- Myeongnan-jeot (명란젓?) – uova di merluzzo
- Myeongtae-agami-jeot (명태아가미젓젓?) – branchie di merluzzo
- Nansa-jeot (난사젓?) – Hypoptychus dybowskii
- Neungseongeo-jeot (능성어젓?) – Hyporthodus septemfasciatus
- Obunjagi-jeot (오분자기젓?) – abalone
- Sokjeot (속젓?) – interiora di corvina del Pacifico
- Sungeo-al-jeot (숭어알젓?) – uova di cefalo comune
- Taean-jeot (태안젓?) – uova di merluzzo
- Ttora-jeot (또라젓?) – interiora di cefalo comune
- Ungeo-jeot (웅어젓?) – acciuga granata giapponese
- Yeoneo-al-jeot (연어알젓?) – uova di salmone
- Yeopsak-jeot (엽삭젓?) – trippa di sardina maculata

- Changnan-jeot
- Myeongnan-jeot

### A base di molluschi e altre creature marine
- Bajirak-jeot (바지락젓?) – vongola verace filippina
- Bangge-jeot (방게젓?) – Helice tridens
- Daeha-jeot (대하젓?) – gambero bianco cinese
- Daehap-jeot (대합젓?) – vongola dura asiatica
- Dongjuk-jeot (동죽젓?) – astarte
- Gaetgajae-jeot (갯가재젓?) – Oratosquilla oratoria
- Ge-al-jeot (게알젓?) – uova di granchio
- Gejang (게장?) – granchio
- Geut-jeot (게웃젓?) – interiora di abalone
- Gonjaengi-jeot (곤쟁이젓?) – Mysida
- Guljeot (굴젓?) – ostriche
- Haesam-chang-jeot (해삼창젓?) – interiora di cetriolo di mare
- Haesam-jeot (해삼젓?) – cetriolo di mare
- Hanchi-jeot (한치젓?) – Uroteuthis chinensis
- Haran-jeot (하란젓?) – uova di gambero
- Honghap-jeot (홍합젓?) – mitilo coreano
- Jeonbok-jeot (전복젓?) – abalone

- Jogae-jeot (조개젓?) – vongola
- Kkolttugi-jeot (꼴뚜기젓?) – calamaro giovane
- Kkotge-jeot (꽃게젓?) – granchio blu giapponese
- Matjeot (맛젓?) – Solen corneus
- Meongge-jeot (멍게젓?) – ananas di mare
- Mosijogae-jeot (모시조개젓?) – vongola nera cinese
- Nakji-jeot (낙지젓?) – polpo lunghi tentacoli
- Ojingeo-jeot (오징어젓?) – calamaro
- Pijogae-jeot (피조개젓?) – Anadara broughtonii
- Saengi-jeot (생이젓?) – gambero d'acqua dolce
- Saeu-jeot (새우젓?) – gambero
- Seha-jeot (세하젓?) – Pasiphaea japonica
- Seongge-al-jeot (성게알젓?) – uova di riccio di mare
- Seongge-jeot (성게젓?) – riccio di mare
- Sora-jeot (소라젓?) – Turbo cornutus
- Tohwa-jeot (토화젓?) – Crassostrea rivularis

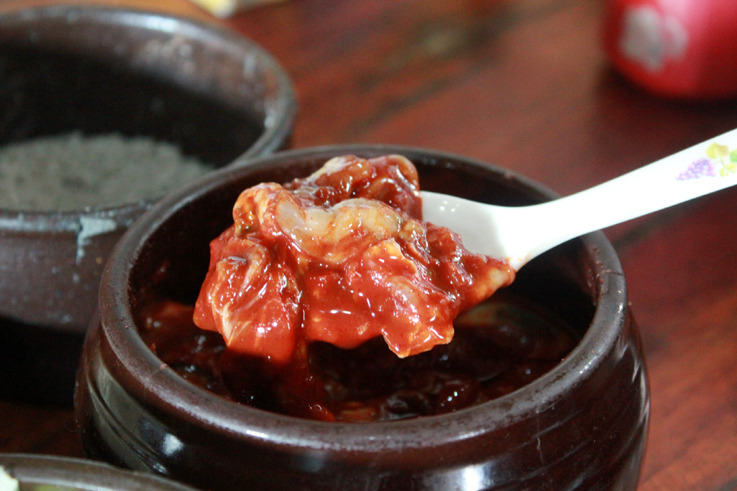
Guljeot
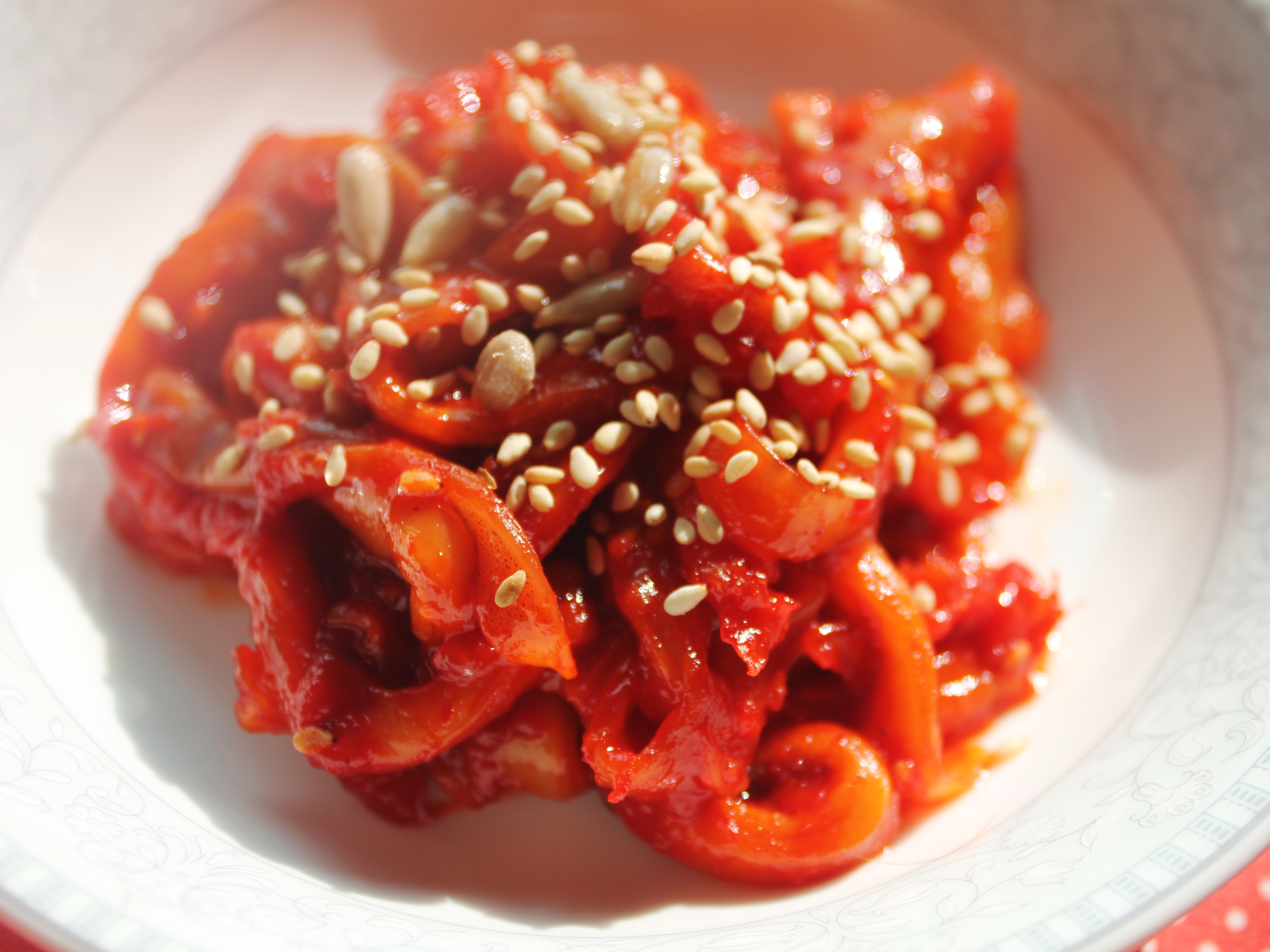
Ojingeo-jeot
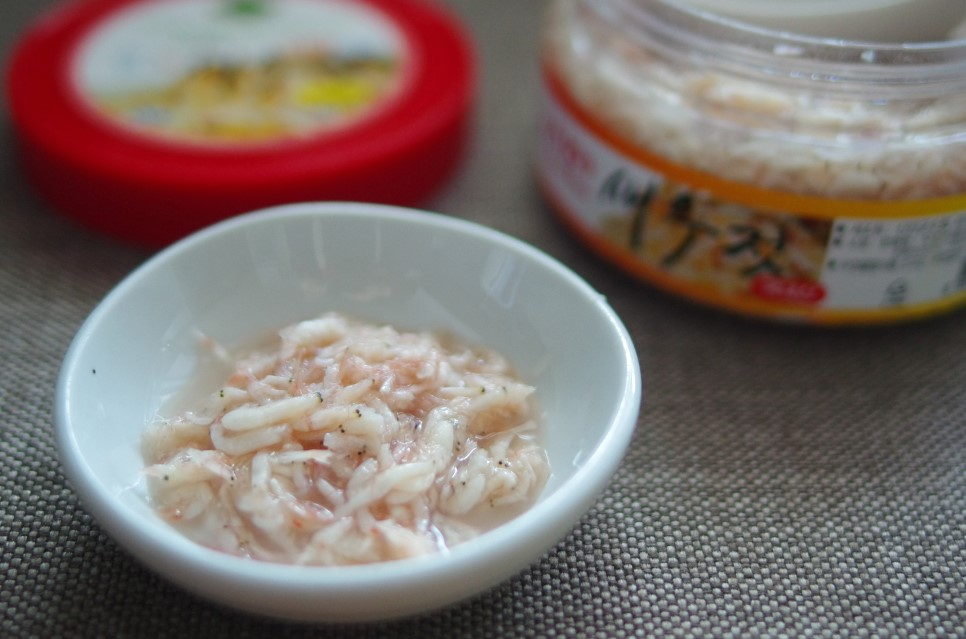
Saeu-jeot